# Frohwalt Heiß
Frohwalt Heiß auch in der Schreibvariante Frohwalt Heiss (* 28. September 1901 in Heidelberg; † 2. Dezember 1988) war ein deutscher Chirurg sowie Sportmediziner.

## Leben
Der evangelisch getaufte, gebürtige Heidelberger Frohwalt Heiß wandte sich nach dem Abitur von 1920 bis 1924 dem Studium der Medizin an der Universität Freiburg im Breisgau zu, das er mit der Promotion zum Dr. med. abschloss. Hier war er 1926/27 Assistent bei Rautmann, 1926/27 Assistent und freiwilliger Mitarbeiter bei Otto Huntemüller an der Universität Gießen. Heiß wurde von 1928 bis 1942 Assistent bei August Bier an der I. Chirurgischen Universitätsklinik der Berliner Charité. Zugleich war er ab 1929 Dozent an der Deutschen Hochschule für Leibesübungen, seit 1936 weitergeführt unter dem Namen Reichsakademie für Leibesübungen in Berlin, zum Ende des Zweiten Weltkriegs schied er aus. Als Mitbegründer der Internationalen Sportärzte-Organisation (FIMS) 1928 war er seit diesem Jahr bei den Olympischen Sommerspielen in Amsterdam bis zu den Olympischen Sommerspielen im finnischen Helsinki als ärztlicher Betreuer der deutschen Olympiamannschaften eingesetzt. Nach dem Zweiten Weltkrieg initiierte Frohwalt Heiß, der ab 1946 eine Praxis in Stuttgart führte, die Errichtung des Krankenhauses für Sportverletzte in Bad Cannstatt, dessen Leitung er mehrere Jahre übernahm, sowie die Einrichtung von Sportkursen für körperschwache Kinder. Die von ihm installierte Arthroskopie in der Gelenkbehandlung wurde mit der Verleihung einer Urkunde als Founding Member of the Arthroskopy gewürdigt.
Heiß war 1950 Mitbegründer und erster Präsident des Deutschen Sportärzte-Bundes und trat im Besonderen durch wissenschaftliche Veröffentlichungen auf den Gebieten der Unfallverhütung beim Sport und der Gelenkchirurgie hervor.
Frohwalt Heiß heiratete im Jahre 1929 Elisabeth Grabendörfer. Aus dieser Ehe entstammten vier Kinder.

## Publikationen
- Über die Beziehungen zwischen Herzabstand rechts und links zu Brustumfang, Körpergewicht und Körpergröße, Dissertation Universität Freiburg, 1926
- Vermeidung von Sportschäden am Bewegungsapparat. Aus dem Medizinischen Institut der Reichsakademie für Leibesübungen; Mit einem Geleitwort von Karl Gebhardt, J. A. Barth Verlag: Leipzig 1938
- Leibesübungen als moderne Heilfaktoren, Hofmann, Schorndorf, 1949
- Nothilfe und Vorbeugung von Schäden beim Sport, 2. Auflage, Limpert, Frankfurt am Main, 1956
- zusammen mit Klaus Franke: Der vorzeitig verbrauchte Mensch; Verhütung von Zivilisationsschäden, hrsg. von F. Heiss und K. Franke. Unter Mitarbeit von E. Bay [et al.], Enke, Stuttgart, 1964
- Unfallverhütung und Nothilfe beim Sport, Hofmann, Schorndorf, 1977
- Verhütung von Verschleisserscheinungen an den Gelenken und der Wirbelsäule, Kneipp, Bad Wörishofen, 1979